# Siddharth Dhananjay
Siddharth Dhananjay (* 8. September 1991 in Thiruvananthapuram) ist ein indischer Schauspieler, der hauptsächlich in den Vereinigten Staaten tätig ist.

## Leben
Dhananjay wurde im indischen Thiruvananthapuram geboren. Als er drei Jahre alt war, zog seine Familie für die Arbeit seines Vaters nach Jakarta, der Hauptstadt Indonesiens. Er besuchte das Internat Rishi Valley in Bengaluru und kehrte für die Highschool nach Jakarta zurück.
2014 kam er an das College in Grinnell, Iowa. Für ein Filmfestival des Colleges produzierte er mit Freunden als Dhananjay The First Rap-Parodievideos bekannte Songs wie Say My Name von Destiny’s Child und Let Me Love You von Mario, die ein Freund ins Internet stellte. Der Filmregisseur Geremy Jasper wurde auf diese aufmerksam und kontaktierte Dhananjay. Er ließ ihn in Utah für die Rolle Jheri in Patti Cake$ – Queen of Rap vorsprechen. Danach lief Dhananjays Studentenvisum ab und er zog wieder nach Indien in die Stadt Bengaluru, um bei seiner Tante zu leben. 2016 kehrte er, als er Rückmeldung von der Crew zu Patti Cake$ erhielt, in die Vereinigten Staaten zurück. Für den Film sang er mehrere Rapsongs mit Hauptdarstellerin Danielle Macdonald.
2018 unterschrieb er bei der Agentur APA und wurde für den Film Bloodshot gecastet, der 2020 erschien. 2019 war er in einer Serienhauptrolle in Undone zu sehen.

## Filmografie
- 2017: Patti Cake$ – Queen of Rap (Patti Cake$)
- 2019: The Real Bros of Simi Valley (Fernsehserie, 3 Episoden)
- 2019: A Name Without a Place
- 2019–2022: Undone (Fernsehserie, 11 Episoden)
- 2020: Bloodshot
- 2023: Who Are You People

Videospiel
- 2018: NBA 2K18 (Stimme)